# 政府間主義
政府間主義（英語：Intergovernmentalism），是一個國際法和政治學概念，指在國際組織中以政府之間的合作為主導的思想。採用政府間主義的例子有聯合國，此外歐洲聯盟也部分使用政府間主義思想。馬斯特里赫特條約規定的歐盟三支柱中，第二和第三支柱以政府間主義為原則。按照政府間主義的思想，國際問題的決定權由當事國所有。採用政府間主義的各國際機構事實上給予了會員國否決權。和政府間主義相對的是超國家主義。